# گروه دی‌آی‌ام
گروه دی‌آی‌ام (انگلیسی: DIM group) شرکت ساخت‌وساز اوکراینی است، که در سال ۲۰۱۴ تأسیس شد.